# Kurt Weinberg
Kurt Weinberg (* 24. Februar 1912 in Hannover; † 1. Februar 1996) war ein deutsch-amerikanischer Germanist, Romanist und Komparatist.

## Leben
Kurt Weinberg besuchte das Gymnasium in Berlin. Als von Hitler verfolgter Jude und als Mitglied der SPD emigrierte er am 1. Mai 1933 nach Frankreich (und von 1934 bis 1936 nach Portugal). Er lebte als freier Journalist und Sprachlehrer. 1939 ging er freiwillig in die Fremdenlegion (mit Einsatz in der Sahara), ab Ende 1940 nach Toulouse und im August 1941 in die Vereinigten Staaten. Als Mitglied der US-Army kämpfte er im Mittelmeerraum und erlangte 1943 die amerikanische Staatsbürgerschaft.
Ab 1946 studierte er am Trinity College (Connecticut) und ab 1949 an der Yale University, wo er 1953 promoviert wurde. Seine Universitätslaufbahn führte ihn zunächst an das Hunter College, ab 1955 an die University of British Columbia und (nach einem Guggenheim-Stipendium 1960) von 1962 bis zur Emeritierung 1979 an die University of Rochester.

## Veröffentlichungen
- (mit anderen) France and world literature. Payne and Lane, New Haven, Connecticut 1950.
- Henri Heine, “romantique défroqué”, héraut du symbolisme français. Yale University Press, New Haven und Presses universitaires de France, Paris 1954.
- Kafkas Dichtungen. Die Travestien des Mythos. Francke, Bern und München 1963.
- On Gide’s Prométhée. Private myth and public mystification. Princeton University Press, Princeton (N.J.) 1972.
- The Figure of Faust in Valéry and Goethe. An exegesis on “Mon Faust”. Princeton University Press, Princeton (N.J.) 1976, 2015.